# Jakovlev Jak-11
De Jakovlev Jak-11 (Russisch: Яковлев Як-11, NAVO-codenaam: Moose) is een Sovjet-Russisch lesvliegtuig gebouwd door Jakovlev.

## Geschiedenis
Het ontwerp van de Jak-11 is grotendeels gebaseerd op de succesvolle Jak-3. Het werd het meest gebruikte lesvliegtuig binnen de Luchtmacht van de Sovjet-Unie en werd qua belang vergeleken met de T-6 Harvard. Het eerste prototype vloog op 10 november 1945, waarna het in 1946 in dienst trad. In totaal zijn er tussen 1947 en 1956 3 859 toestellen gebouwd. Vanaf 1953 werden nog eens 707 stuks in licentie gebouwd bij Let in Tsjechoslowakije onder de naam; Let C-11. Zowel de Jak-11 als de C-11 zijn door alle Warschaupact-landen en verschillende landen in Afrika, het Midden-Oosten en Aziatische landen in gebruik genomen.
In 1958 werd de Jak-11 vervangen door de Jak-11U, een Jak-11 met neuswiel configuratie. Door deze configuratie was de Jak-11U een betere opstap naar de straaljagers. De U-versie is slechts in kleine aantallen geproduceerd, de “normale” Jak-11 bleef tot 1962 in dienst bij de Luchtmacht van de Sovjet-Unie.
Door de afstamming van de Jak-3 heeft de Jak-11 een populariteit onder warbird-enthousiastelingen. Verbeterde versies van de Jak-11 kunnen geregeld gezien worden tijdens luchtraces. Zo rond de 120 Jak-11’s zijn nog steeds vliegwaardig.

## Versies
- Jak-11
- Jak-11U: versie met een neuswiel, in plaats van een staartwiel
- C-11: Tsjechoslowaakse licentie-versie

## Specificaties

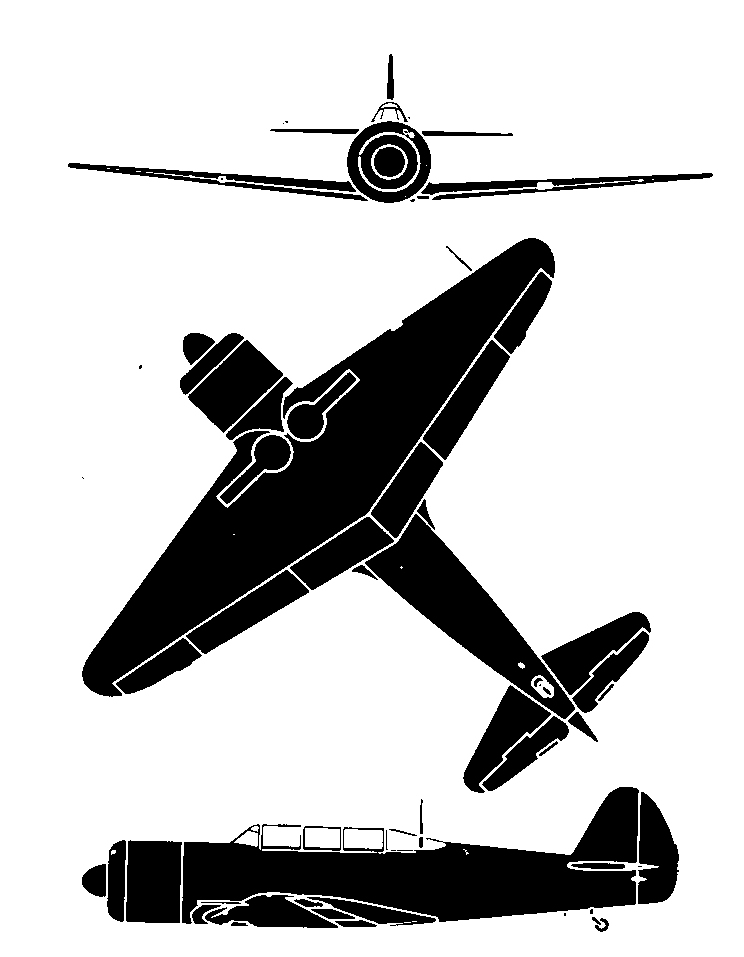
Jak-11

- Bemanning: 2, student en instructeur
- Lengte: 8,50 m
- Spanwijdte: 9,4 m
- Hoogte: 3,28 m
- Vleugeloppervlak: 15,40 m2
- Leeggewicht: 1 900 kg
- Max. startgewicht: 2 440 kg
- Motor: 1× Sjvetsov ASj-1 luchtgekoelde stermotor, 425 kW (570 pk)
- Maximumsnelheid: 460 km/h
- Kruissnelheid: 370 km/h
- Vliegbereik: 1 250 km
- Plafond: 7 100 m
- Klimsnelheid: 8,1 m/s
- Bewapening:
  - 1× een in de neus geplaatste machinegeweer; of een 12,7 mm UBS of een 7,62 mm SjKAS
  - Tot 200 kg aan bommen aan twee bevestigingspunten onder de vleugel

## Gebruikers
- Afghanistan – 14 stuks tussen 1958 en 1999
- Albanië – 4 stuks
- Algerije
- Bulgarije
- China
- DDR
- Egypte
- Indonesië
- Irak
- Jemen
- Hongarije
- Noord-Korea
- Oostenrijk
- Polen
- Roemenië
- Somalië
- Sovjet-Unie
- Syrië
- Tsjechoslowakije
- Vietnam

### Gerelateerde ontwikkelingen
- Jakovlev Jak-3

### Vergelijkbare vliegtuigen
- T-6 Harvard
- PZL TS-8 Bies